# Pseudostenophylax sophar
Pseudostenophylax sophar là một loài Trichoptera trong họ Limnephilidae. Chúng phân bố ở miền Cổ bắc.